# Schlacht von Poitiers (1356)
Die Schlacht von Poitiers vom 19. September 1356 (im deutschsprachigen Raum ist auch die Bezeichnung Schlacht bei Maupertuis geläufig) war ein Ereignis des Hundertjährigen Krieges, bei dem der französische König Johann II. in englische Gefangenschaft geriet. Sie war – nach der für die Franzosen unheilbringenden Schlacht von Crécy (1346) – der zweite von drei großen englischen Siegen in diesem Krieg und in gewissem Sinne eine Wiederholung von Crécy, da hier erneut gezeigt wurde, dass eine zahlenmäßige Unterlegenheit durch bessere Strategie und Taktik aufgewogen werden kann.
Nach ihrem Sieg bei Crécy hatten sich die Engländer fest in der Guyenne etabliert, von wo aus sie regelmäßige Überfälle in den Süden Frankreichs starteten. 1355 schon war es König Johann II., der 1350 seinem an der Pest verstorbenen Vater Philipp VI. auf dem Thron gefolgt war, mangels Reserven nicht gelungen, sie zu schlagen, sodass der „Schwarze Prinz“ Edward of Woodstock nahezu ungehindert die Grafschaft Quercy plündern konnte. 1356 rief Johann II. die Generalstände (États généraux) zusammen, die ihm die nötigen Mittel bewilligten, um eine Armee aufzustellen (30.000 Mann auf 5 Jahre).

## Hintergrund
Am 6. April 1354 wurde in Guînes ein Vertrag zur Beendigung des nun schon sieben Jahre andauernden Krieges ausgehandelt und unterzeichnet. Der französische König Johann II. lehnte den Vertrag jedoch ab, da dessen Bedingungen für England politisch und territorial vorteilhaft waren und die französische Souveränität bedrohten. Johann II. befürchtete, dass die Annahme des Vertrags die englischen Ansprüche auf französisches Gebiet legitimieren, seine Herrschaft schwächen und einen Präzedenzfall für weitere englische Ambitionen schaffen würde. Im April 1355 beschlossen Eduard III. und sein Rat angesichts der ungewöhnlich soliden Finanzlage, in diesem Jahr Offensiven sowohl in Nordfrankreich als auch in der Gascogne zu starten. Johann II. versuchte, seine nördlichen Städte und Festungen gegen die erwartete Invasion durch Eduard III. zu befestigen und gleichzeitig eine Feldarmee aufzustellen, was ihm jedoch aufgrund fehlender Geldmittel weitgehend unmöglich war.

## Operationen vor der Schlacht
Die Chevauchée, die der Schwarze Prinz Edward of Woodstock im Herbst 1355 begonnen hatte, führte die Engländer von der Gascogne über Bellac am und Issoudun, das im Sturm genommen wurde, nach Bourges geführt, während die Franzosen noch in der Normandie mit der Belagerung von Breteuil beschäftigt waren. Unterdessen war auf englischer Seite der Duke of Lancaster von Saint-Vaast-la-Hougue aus zu einer eigenen Chevauchée aufgebrochen, um zum Heer des Schwarzen Prinzen zu stoßen. Eduard wollte Lancaster über Tours entgegenkommen, schlechtes Wetter und mangelnde Belagerungsausrüstung verhinderten jedoch die Einnahme der Stadt. Da Johann II. unterdessen in Chartres ein großes Heer gesammelt und Richtung Loire aufgebrochen war, sah sich Eduard gezwungen, wieder zurück in die Gascogne zu ziehen. Eine Vereinigung mit den Truppen Lancasters gelang nicht, da dieser keinen Übergang über die Loire fand und somit in der Bretagne festsaß.

## Auftakt
König Johann II. hatte am 10. September die Loire überquert – genau an dem Tag, an dem der Schwarze Prinz sich entschloss, den Rückweg anzutreten. Eduard, der die Hoffnung auf Lancasters Unterstützung aufgegeben hatte, rückte mit seiner Armee am 12. September nach Süden in Richtung Montbazon. Karl, der Dauphin, und Hélie de Talleyrand-Périgord trafen im Lager des Schwarzen Prinzen ein, um im Namen von Papst Innozenz VI. einen zweitägigen Waffenstillstand auszuhandeln. Der Schwarze Prinz wies Talleyrand zurück und marschierte zügig weiter, wobei er am 13. September bei La Haye den Fluss Creuse überquerte. Johann II., der sich bewusst war, dass er Eduards Truppen zahlenmäßig überlegen war, war ebenfalls bestrebt, sie im Kampf zu vernichten, und ignorierte Talleyrand daher ebenfalls.
Die französische Armee marschierte parallel zu den Engländern weiter nach Süden, um ihnen den Rückzug und die Versorgung abzuschneiden. Am 14. September marschierten die Engländer entlang der Vienne bis nach Châtellerault. Eduard traf am 14. September in Châtellerault ein. Er rechnete nicht damit, dass es natürliche Hindernisse zwischen ihm und der französischen Armee geben würde. Er wartete darauf, dass die Franzosen ihn angriffen. Die Franzosen hatten jedoch den Kontakt zu den Engländern verloren. Zwei Tage später umging Johann II. die Position der Engländer und war im Begriff, bei Chauvigny die Vienne zu überqueren. Eduard sah nun die Gelegenheit, die Franzosen auf ihrem Marsch über Vienne anzugreifen. Er brach am 17. September bei Tagesanbruch auf, um sie abzufangen. Die Vorhut erreichte Chauvigny, wo der größte Teil der französischen Armee bereits die Vienne überquert hatte und in Richtung Poitiers marschierte. Eine französische Nachhut von 700 Soldaten wurde in der Nähe von Savigny-Lévescault abgefangen, wobei die Franzosen 240 Verluste erlitten.

### Verhandlungen
Nach dem Gefecht bei Savigny-Lévescault marschierte die englische Armee nach Süden in Richtung Poitiers und bezog acht Kilometer südlich der Stadt im Wald von Nouaillé eine starke ausgewählte Stellung. Anstatt einen spontanen Angriff zu starten, traf Talleyrand mit Eduard zusammen, um einen zweitägigen Waffenstillstand auszuhandeln. Zunächst sträubte sich Eduard gegen die Idee, die Schlacht hinauszuzögern, aber er ließ sich zu Verhandlungen überreden, als Talleyrand darauf hinwies, dass jeder Versuch, sich zurückzuziehen, einen französischen Angriff provozieren, würde, während ein Verharren in der Stellung dazu führen würde, dass ihre Vorräte vor denen der Franzosen zu Ende gingen. Das englische Heer hatte aufgrund des mehrtägigen Marsches, der die Möglichkeiten der Nahrungssuche einschränkte, bereits den größten Teil seiner Vorräte aufgebraucht und war gezwungen, sich in der Nähe der Franzosen zu konzentrieren. Was Talleyrand nicht wusste, war, dass sie auch nicht genügend Wasser für ihre Pferde finden konnten.
Nach umfangreichen Verhandlungen stimmte Eduard erheblichen Zugeständnissen zu und erhielt im Gegenzug freien Abzug nach Aquitanien. Johann II. unterstützte die Vorschläge, doch mehrere hochrangige Berater vertraten die Ansicht, dass es demütigend wäre, die englische Armee, die große Teile Frankreichs verwüstet hatte, unbehelligt davonkommen zu lassen. Johann II. lenkte schließlich ein, und die Engländer wurden über das Scheitern der Verhandlungen informiert. Im Morgengrauen des 19. September unternahm Talleyrand einen letzten Versuch, einen Waffenstillstand zu vereinbaren, den Eduard jedoch ablehnte, da die Vorräte seiner Armee bereits zur Neige gingen.

### Die gegnerischen Streitkräfte

#### Engländer
Die englische Armee bestand aus 6.000 Mann, davon 3.000 Ritter, 2.000 englische und walisische Langbogenschützen und 1.000 Infanteristen. Eduards Truppen waren in drei Divisionen aufgeteilt. Auf der linken Seite stand der Earl of Warwick. Seine Division bestand aus 1.000 Rittern und etwa 1.000 Bogenschützen, die links von den Rittern aufgestellt waren. Auf der rechten Seite befand sich der Earl of Salisbury mit der gleichen Anzahl von Truppen und den rechts von den Rittern aufgestellten Bogenschützen. In der Mitte befand sich Eduards Division, die aus je etwa 1.000 Rittern und Fußtruppen bestand, mit Langbogenschützen an den Flanken. Hinter Eduards Truppen befand sich eine kleine Reserve unter Jean III. de Grailly. Eduard selbst bezog zusammen mit seinen unmittelbaren Beratern John Chandos und James Audley eine Stellung auf dem höchsten Punkt, von dem aus er die Entwicklung der Schlacht beobachten konnte.

#### Franzosen
Die französische Armee umfasste zwischen 14.000 und 16.000 Mann mit 10.000 bis 12.000 Rittern, 2.000 Armbrustschützen und 2.000 anderen Fußtruppen. König Johann II. beschloss, das der Großteil seiner Männer zu Fuss kämpfen sollte, so dass nur eine Elitetruppe von etwa 500 Rittern übrig blieb, die von den Marschällen ausgewählt wurde. Diese Ritter hatten die Aufgabe, die englischen Bogenschützen zu Beginn der Schlacht anzugreifen, um ihre Formation zu stören. Auch Johann II. führte den Kampf ohne Pferd, wobei er den gleichen Wappenrock wie mehrere andere Ritter trug, um eine Entdeckung zu verhindern. An der äußersten linken Flanke befand sich Marschall Clermont, unterstützt von abgesessenen Rittern unter Constable Gautier de Brienne. Darüber hinaus wurden die verbündeten deutschen Truppen unter der Führung der Grafen von Saarbrücken, von Nidau und Nassau zur Unterstützung von Clermonts Truppen aufgestellt. Auf der rechten Flanke befanden sich Marschall Audrehem und William Douglas, die ebenfalls von französischen Armbrustschützen unterstützt wurden. Auf der linken Seite von Audrehem befand sich die Division des 19-jährigen Dauphins Karl. Neben Karl stand der Herzog von Orléans. Die hinterste Division wurde vom König selbst befehligt.

## Die Schlacht

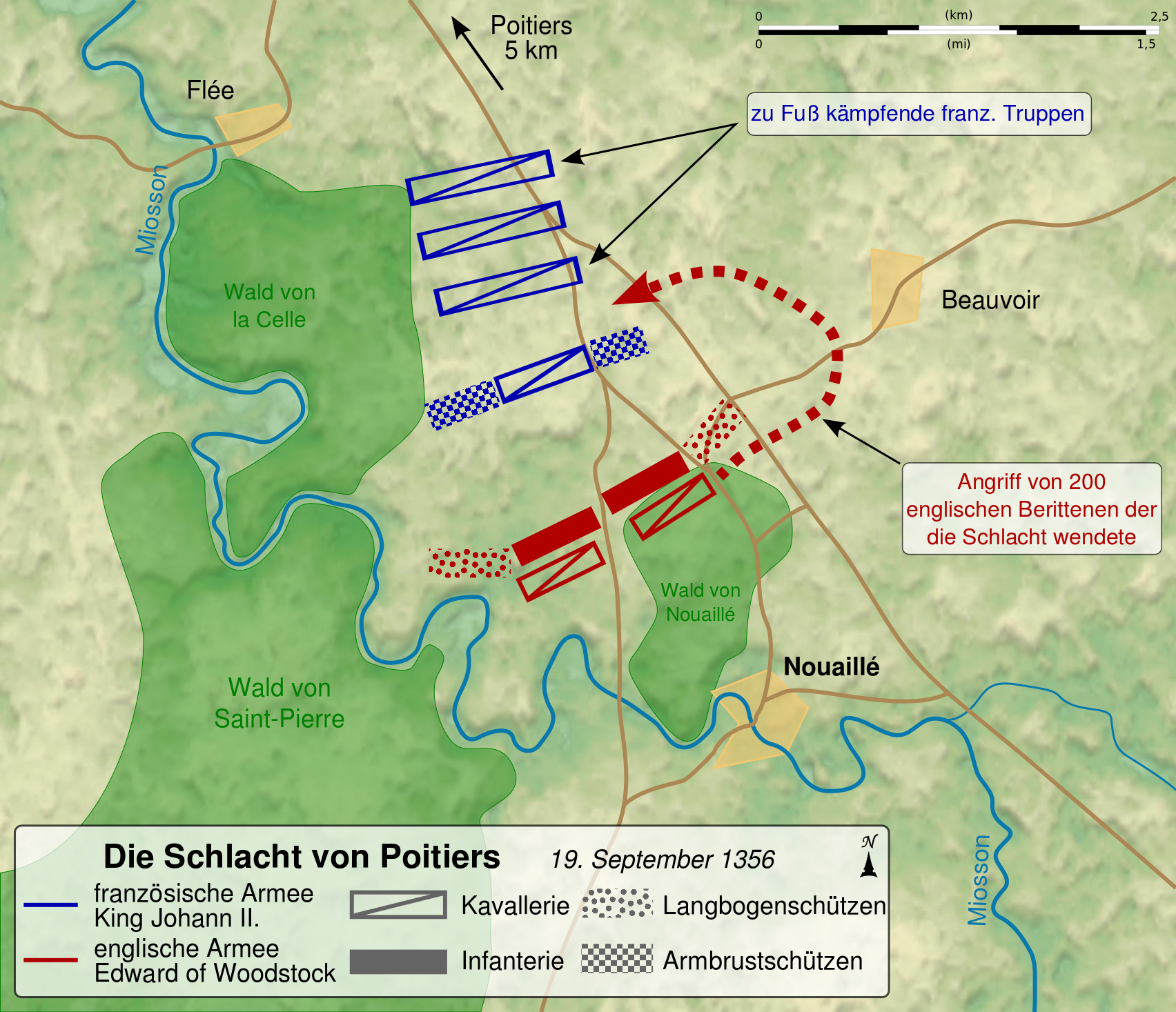
Karte des Schlachtverlaufs

Wie bei Crécy waren die Franzosen deutlich numerisch überlegen und verfügten über eine etwa doppelt so große Streitmacht wie die Engländer. Das Schlachtfeld bei Nouaillé-Maupertuis war ein unebenes und mit Hecken durchsetztes Gelände, so dass Johann II. entschied, den Kampf zu Fuß aufzunehmen, während die Engländer die Hecken nutzten, um ihre Bogenschützen dahinter zu postieren. Auf französischer Seite plädierte der Maréchal Jean de Clermont für eine vorsichtige Taktik, die darauf zielte, die mit Versorgungsschwierigkeiten kämpfenden Engländer auszuhungern. Andere, darunter der Earl of Douglas, der ein schottisches Hilfskontingent anführte, der Bischof von Châlons und Arnoul d'Audrehem, sprachen sich dagegen für einen Angriff aus. Am frühen Morgen ließen Bewegungen auf dem linken englischen Flügel unter dem Earl of Warwick den Anschein aufkommen, dass sie versuchten, ihre Beute über eine Furt auf die andere Seite des Miosson zu bringen. Bevor sich die Franzosen in geordneter Weise aufstellen konnten, drängte sich nun, in der Annahme, die Engländer seien auf der Flucht, der rechte französische Flügel unter Arnould d'Audrehem in einen von Hecken gesäumten Weg (Maupertuis heißt schlechter Durchgang) und wurden damit eine leichte Beute für die englischen Bogenschützen und d'Audrehem geriet in Gefangenschaft.
Auf dem französischen linken Flügel sah sich Clermont unterdessen nach dem Voranpreschen des rechten Flügels gezwungen, ebenfalls anzugreifen, um eine halbwegs geschlossene Kampflinie zu bewahren. Ihm stand der englische rechte Flügel unter dem Earl of Salisbury gegenüber, dem Reservetruppen des Earl of Suffolk zu Hilfe eilten. Clermont kam bei diesen Kämpfen ums Leben und angesichts der heftigen Gegenwehr, insbesondere durch die Bogenschützen, sahen sich die Franzosen zum Rückzug gezwungen. Nunmehr stürmte die zweite Reihe der Franzosen unter dem Dauphin vor, blieb aber ebenfalls erfolglos. Eine dritte Welle unter dem Herzog von Orléans geriet in die zurückweichenden Truppen des Dauphins, was zu einiger Konfusion führte, woraufhin der König, dessen eigene Abteilungen bis dahin im Hintergrund geblieben waren, diese nun in die Schlacht warf und die Entscheidung herbeizuzwingen versuchte. Seine Attacke richtete sich gegen das Zentrum der gegnerischen Reihen, wo der Schwarze Prinz mit seinen Truppen stand. Dieser befahl daraufhin Jean III. de Grailly mit einem Reiterkontingent auf seinem rechten Flügel einen weit ausholenden Angriff auszuführen, der durch einen Hügel für die Franzosen unentdeckt blieb und hinter die französischen Reihen führte. Da es zugleich auf dem linken englischen Flügel den Bogenschützen des Earls of Oxford gelang, den französischen rechten Flügel von der Seite her anzugreifen, gerieten die Franzosen in die Defensive. Die Schlacht wendete sich zugunsten des Schwarzen Prinzen. Johann II., der eine Niederlage befürchten musste, ließ seine Söhne in Chauvigny in Sicherheit bringen: den Thronfolger Karl, den Herzog der Normandie und den Herzog von Anjou. Als seine Armee dies sah, wertete sie es als Zeichen der Niederlage und wandte sich zur Flucht.
Johann II. weigerte sich zu fliehen und sah sich bald mit seinem 14-jährigen Sohn Philipp (der spätere Herzog Philipp der Kühne von Burgund) isoliert. Die beiden wurden umzingelt und gefangen genommen und auch das Oriflamme-Banner geriet in die Hände der Engländer. Zwei Meilen entfernt stand die neue Burg von Camboniac, das Château de Chambonneau, das der Schwarze Prinz zuvor durch eine Täuschung eingenommen hatte. Die beiden Gefangenen wurden zunächst hierhin und anschließend nach Bordeaux gebracht.

## Ergebnis
Mit dem französischen König als Gefangenen schien Frankreich Edward III. nun ausgeliefert zu sein. Innerhalb von 10 Jahren waren die Franzosen von einer kleineren englischen Armee besiegt worden, und Edward erwartete, dass das Königreich Frankreich in Anarchie versinken würde. Am 23. September 1357 wurde in Bordeaux ein Waffenstillstand geschlossen, der bis zum 9. April 1359 befristet war. Nach der Schlacht von Poitiers erkannte die französische Regierung, dass moralische und taktische Reformen allein nicht ausreichten, um die englische Bedrohung abzuwehren, und veranlasste grundlegende Änderungen. Während der Gefangenschaft König Johanns II. begann der Dauphin Karl mit Befestigungsmaßnahmen in ganz Frankreich. Politisch gesehen war Poitiers eine Katastrophe für Frankreich, da die staatliche Einheit zerbrach, der Ruf des Adels angeschlagen war und der Dauphin ein Königreich regieren musste, das erhebliche Gebietsverluste erlitten hatte. In dieser Zeit gab es auch eine weit verbreitete Kritik am Adel, die sich in zeitgenössischen Werken wie der Complainte sur la bataille de Poitiers widerspiegelte, in der dem Adel die Schuld gegeben wurde und die Bürger eine größere Rolle beim Wiederaufbau Frankreichs spielen sollten. Der Frieden von Brétigny bedeutete einen vorübergehenden Waffenstillstand im Hundertjährigen Krieg. Er gewährte Edward III. ausgedehnte Territorien, darunter Guyenne, Limousin und Calais, und befreite ihn gleichzeitig von seinen feudalen Verpflichtungen gegenüber der französischen Krone.
Johann wurde dann nach London verbracht und erst 1361 wieder freigelassen. Gefordert wurde ein Lösegeld von 4 Millionen Écu (etwa das Zweieinhalbfache der Einnahmen des französischen königlichen Haushalts von 1355), das aber nach späteren Verhandlungen auf 3 Millionen Écu gesenkt wurde. Kurz nach der Schlacht versammelten sich die Generalstände. Diese beschlossen die Freilassung des Königs Karl II. von Navarra, Vetter und Schwiegersohn Johanns, der in Château-Gaillard festsaß, in der Hoffnung, dass er das Land nach der Niederlage schützen werde. Karl jedoch nahm lediglich Kontakt mit den Engländern auf, um sich weitere Lehen zu sichern.
Koordinaten: 46° 31′ 20″ N, 0° 24′ 13″ O